# 羅尼·范·贊特
隆納·韋恩·范·贊特（英語：Ronald Wayne Van Zant，1948年1月15日—1977年10月20日）是美國音樂家，知名於身為南方搖滾樂團林納·史金納。他是另外兩位搖滾歌手的哥哥：林納·史金納的現任主唱強尼·范·贊特與38 Special的前主唱唐尼·范·贊特

## 早年人生
范·贊特出生於佛羅里達州傑克孫維，雙親是父親雷西·奧斯丁（Lacy Austin Van Zant，1915年2月13日–2004年8月3日）和母親瑪莉恩·維吉妮雅（Marion Virginia (Hicks) Van Zant，1929年11月12日–2000年4月8日）。羅尼在發現自己對音樂的興趣之前也對很多事情入迷。視拳擊手穆罕默德·阿里為偶像，羅尼曾參加拳擊賽，他在打美國退伍軍人棒球時夢想打進職棒小聯盟並獲得成功。

## 林納·史金納
范·贊特與朋友和同學們於1964年夏天組了名叫My Backyard的樂團，成員有主唱范·贊特、兩位吉他手艾倫·柯林斯和蓋瑞·羅辛頓、貝斯手賴瑞·強斯托姆、以及鼓手鮑勃·伯恩斯。這個五人組在試過幾個團名後定案為林納·史金納（Lynyrd Skynyrd），為對他們的體育老師李奧納德·史金納（Leonard Skinner）的惡搞致敬，原因是因為他不認同男學生留長髮。除柯林斯外的樂團成員皆是羅伯特·李高中的學生。
樂團的國際成功始自他們1973年的首張專輯《(Pronounced 'Lĕh-'nérd 'Skin-'nérd)》並擁有一連串的熱門歌曲如〈I Ain't the One〉、〈Tuesday's Gone〉、〈Gimme Three Steps〉、〈Simple Man〉以及樂團日後的標誌性歌曲〈Free Bird〉。
林納·史金納的下一首熱銷金曲〈Sweet Home Alabama〉出自他們的第二張專輯《Second Helping》，其歌詞回應了尼爾·楊的〈Alabama〉和〈Southern Man〉。楊收錄於1979年專輯《Rust Never Sleeps》的歌曲〈Powderfinger〉是因林納·史金納而寫，而范·贊特在專輯《Street Survivors》的封面照以及1977年7月2日在奧克蘭–阿拉米達郡競技場的表演中都穿著印有尼爾·楊專輯《Tonight's the Night》封面圖案的T恤。

## 逝世
1977年10月20日，樂團從南卡羅萊納州格林維爾搭上一架康維爾CV-240客機（註冊號為N55VM）前往路易斯安那州巴頓魯治的路易斯安那州立大學來做下一場表演，然而卻在密西西比州吉爾斯堡外用盡了油料。機上乘客皆已知道該機的問題並為墜機做了準備。范·贊特在飛機撞樹後因頭部重傷而喪生，得年29歲。他與樂團成員史蒂夫·蓋恩斯和凱茜·蓋恩斯、巡演助理迪恩·卡派崔克（Dean Kilpatrick）、機長華特·麥克里（Walter McCreary）和副機師威廉·葛雷（William Gray）一同罹難。倖存的人員皆受了重傷。
依據倖存的樂團成員亞特彌斯·派爾以及家屬，范·贊特在生前經常談及他的死亡。派爾回憶起當樂團在日本巡演時：「羅尼和我在日本東京的時候，他告訴我說自己將永遠活不過三十歲，而到那時的他將穿上靴子走在外頭，換句話說，他認為自己會死在路上。我回他：『羅尼，別說成那樣。』但老兄知道他自己的命運啊。」范·贊特的父親雷西也說：「他告訴我好幾次了。『爸爸，我永遠不會活到30歲。』我回他：『你說這些幹嘛？你永遠不會活到30歲？』，然後他說：『爸爸，那就是我的大限所在。』」范·贊特的父親另外補充說：「上帝真是個嫉妒的上帝。為我不知道的原因帶走了他。」前樂團成員艾德·金也表示聽過范·贊特反覆說著自己活不過三十歲，他說得太頻繁到金都「聽到就覺得煩」。林納·史金納的和聲歌手喬喬·畢林斯利回憶起范·贊特在他死前常說自己是「密西西比之子」儘管他出生到長大都在佛羅里達州。畢林斯利指出，奇怪的是，范·贊特與密西西比州的唯一聯繫是他最終會死在那裡的事實。
范·贊特的弟弟強尼在1987年樂團重組回歸時接替成為新主唱。
艾德·金回憶起了范·贊特的喪禮上，人們過於悲傷以至於他們跌坐到了地上。1977年，范·贊特與同樣罹難的蓋恩斯姐弟下葬於佛羅里達州橙園。2000年6月29日，范·贊特與史蒂夫·蓋恩斯的墓被人惡意破壞，范·贊特的棺材被挖出、蓋恩斯的屍袋被撕開並散落在草地上。經此事後范·贊特的遺體被移往他處安葬，留下橙園裡的墓碑作為粉絲弔祭之處。
根據墓葬信息列表網站Find A Grave的資料顯示，范·贊特被安葬在傑克孫維的河濱紀念公園內，緊鄰著他雙親的墓。他目前的安息之地和橙園的空墓皆在網站中被列出並寫著：「由於原來的墓地在2000年6月29日遭到破壞，他的棺材被移到了這個新地點並埋葬在一個巨大的地下混凝土墓中。要打開墓，將需要一台舉升能力為幾噸的拖曳機。此外墓周圍有保安巡邏。」

## 個人生活
除了父母與弟弟們外，范·贊特的手足還有夭折的哥哥因凡特（Infant Van Zant，1941年12月4日–1941年12月18日）以及妹妹蘇珊·馬琳（Suzan Marlene (Van Zant) Hodge，1956年3月12日–2017年11月1日）。1967年1月2日，范·贊特與娜丁·英斯科（Nadine Inscoe）結婚，此時的他還在他妹夫的汽車配件商店工作。夫妻在1969年離婚前育有一名女兒塔米（Tammy Van Zant），而她長大後也成為一名音樂人。在蓋瑞·羅辛頓的介紹下，離婚後不久的羅尼認識了朱蒂·西摩（Judy Seymour），兩人於1972年結婚直到羅尼1977年去世。羅尼與朱蒂的女兒美樂蒂（Melody Van Zant）生於1976年。
范·贊特熱衷釣魚和棒球，他也是芝加哥白襪和紐約洋基的粉絲。正如他在1975年的一次採訪中回憶的那樣，他以前打過美國退伍軍人棒球並渴望轉打職業棒球。
范·贊特曾多次違反法律，最著名的是在1975年，當時的他因為從酒店二樓房間的窗戶扔桌子下去而被捕。

## 遺贈
1996年，由粉絲、樂團成員與家屬出資建設的羅尼·范·贊特紀念公園在佛羅里達州艾斯伯里湖落成，接近他的家鄉傑克孫維。
羅尼的家人的也透過音樂紀念他。弟弟強尼與家人、朋友和專輯製作人羅伯特·懷特·強森（Robert White Johnson）合寫了他的個人專輯《Brickyard Road》中的同名紀念曲。林納·史金納歌曲〈What's Your Name〉的音樂錄影帶的最後以一張羅尼的帽子掛在麥克風上的圖片來向他致敬。羅尼的女兒塔米也以一曲〈Freebird Child〉和其音樂錄影帶獻給父親。羅尼的堂弟吉米錄製了致敬歌曲〈Ronnie's Song〉，收錄於他的2000年專輯《Southern Comfort》。
另類鄉村樂團路過的卡車司機在《Southern Rock Opera》中向羅尼與其他原樂團成員致敬。
美國喜劇電視連續劇《樂團管家》第一季第八集《The All-Night Bus Ride》中也向羅尼與樂團致敬。

## 延伸閱讀
- United States Social Security Death Index Master File, database (Alexandria, Virginia: National Technical Information Service, ongoing). . 2015-07-03  [2015-07-03]. （原始内容存档于2015-07-04）.
- Anderson, R. Michael. . The Florida Times-Union. 2000-06-30  [2008-07-05]. （原始内容存档于2013-04-02）.
- Check-Six. . May 2007  [2008-07-05]. （原始内容存档于2012-09-26）.
- . Official Lynyrd Skynyrd History website.   [2008-07-05]. （原始内容存档于2018-08-01）.
- Social Security Death Master Index. . May 2007  [2008-07-05]. （原始内容存档于2012-09-26）.
- Soorus. . Find-A-Grave. 2002-09-01  [2008-07-05]. （原始内容存档于2012-09-26）.
- US National Transportation Safety Board.  (PDF). National Technical Information Service: 27 pages. 1978-06-19  [2009-03-22]. （原始内容存档 (PDF)于2012-09-26）.

## 外部連結
- 國家運輸安全委員會對飛機N55VM事故的報告（页面存档备份，存于）
- 原Find-a-Grave網站 （页面存档备份，存于）
- 現Find-a-Grave網站（页面存档备份，存于）